# Střítež (district de Jihlava)
Pour les articles homonymes, voir Střítež.
Střítež (en allemand : Schritenz) est une commune du district de Jihlava, dans la région de Vysočina, en République tchèque. Sa population s'élevait à 479 habitants en 2024.

## Géographie
Střítež se trouve à 8 km au nord-nord-est de Jihlava et à 110 km au sud-est de Prague.
La commune est limitée par Štoky et Dobronín au nord, par Ždírec à l'est, par Měšín au sud-est, et par Jihlava au sud et à l'ouest.

## Histoire
La première mention écrite de la localité date de 1347.

## Transports
Střítež est desservie par l'autoroute D1 (sortie  112), qui relie Prague à la frontière polonaise en passant par Brno et Ostrava.